# عبری اشکنازی
عبری اشکنازی (عبری: הגייה אשכנזית‎) دستگاه تلفظی عبری توراتی و میشنایی است که اشکنازی‌ها برای آیین‌های مذهبی خویش آن را به کار می‌برند. این زبان امروزه به عنوان یک گویش مذهبی مجزا در بخش‌هایی از جامعه حریدی در کنار عبری نوین در اسرائیل باقی مانده گرچه استفاده از آن در میان یهودیان اشکنازی غیرحریدی بسیار کاهش یافته‌است.